# Fedro (dialogo)
Il Fedro (in greco antico: Φαῖδρος?, Phâidros), scritto da Platone probabilmente nel 370 a.C., è un dialogo tra due personaggi, Socrate e Fedro. Il dialogo è composto da tre discorsi sul tema dell'amore che servono come metafora per la discussione del corretto uso della retorica. Esse comprendono discussioni sull'anima, la follia, l'ispirazione divina e l'arte.

## Struttura e tematica dell'opera
Il dialogo riguarda l'uso e il valore della retorica in connessione con l'educazione e la filosofia: sullo sfondo, a fornire il fondamentale inquadramento concettuale, permane il sistema delle idee e il metodo corretto per pervenire alla conoscenza della verità e per comunicarla.
Fedro, un giovane ateniese appassionato dell'arte del discorso, incontra Socrate e con lui inizia a discorrere di retorica, mentre i due si recano fuori di Atene, nella valle dell'Ilisso, a est della città. Il luogo offre a Platone lo spunto per produrre una delle descrizioni ambientali più belle di tutta la letteratura greca.
In questo scenario di grande tranquillità e bellezza, Fedro racconta a Socrate di aver appena ascoltato un discorso, di cui ha la copia con sé, che l'oratore Lisia ha composto sull'amore, in particolare sull'opportunità di concedere i propri favori a chi non è innamorato, piuttosto che a chi lo sia (Fedro, 232 a-e). Socrate ascolta il discorso lisiano che Fedro legge e lo trova apprezzabile dal punto di vista della tecnica oratoria, ma scorretto nei presupposti metodologici e la tecnica perde di valore se non è sorretta dalla saggezza del pensiero.
Socrate, a capo coperto, compone quindi un suo discorso su eros, assumendo lo stesso punto di vista di Lisia, ossia su quanto sia preferibile concedersi a chi non è innamorato, ma partendo da una base filosofica che a Lisia mancava, consistente nella preliminare distinzione tra ciò che è bene e ciò che procura piacere. I tipi di rapporti presi in considerazione sono in gran parte quelli tra un giovane e un uomo dell'alta società,  che fungeva da suo precettore e lo avviava alla vita sociale. Si tratta di relazioni comunemente approvate all'epoca, nell'ambito dei codici taciti della pederastia (Fedro, 249 a).
L'amore di cui Socrate tratta in questo discorso sul modello lisiano costituisce solo uno degli aspetti di eros, la mania umana tendente al piacere. L'intento del filosofo, tuttavia, non è quello di contrapporsi a Lisia sul suo stesso piano: egli ha composto il discorso sull'amore umano, che tende al piacere e che trova maggior soddisfazione e interesse nel concedersi a chi non è innamorato, solo per dimostrare come, dal punto di vista tecnico, si possa elaborare una forma retorica migliore, corretta per deduzione di principi e densa di significato.
Ma non è questo aspetto di eros che può interessare chi tenda alla vera conoscenza. È necessaria, dunque, una palinodia, ossia un nuovo canto in onore di eros, che ne sviluppi ed esponga la vera essenza.
Il dialogo presenta, a questo punto, un terzo discorso, che costituisce il nucleo filosofico dell'opera e si iscrive nella metafisica delle idee che Platone andava disegnando nelle sue opere, ma che soprattutto esponeva e approfondiva nelle lezioni orali all'interno dell'Accademia.

## Eroscomemaniadivina. Mito del carro e dell'auriga. Mito della biga alata
Accanto all'amore quale mania umana, che ricerca il piacere fine a sé stesso e l'interesse contingente, esiste l'amore quale mania divina, su cui si incentra anche il discorso della sacerdotessa di Mantinea, Diotima, nel Simposio, che è tensione verso la conoscenza dell'essere.
Per comprendere pienamente la natura di questa forma di eros, è necessario esporre quale sia la natura della vita al di là dell'esistenza terrena.
L'anima degli uomini è tripartita in una parte razionale, una passionale e una volitiva o irascibile: per analogia, può essere rappresentata come una biga dotata di ali, retta da un auriga che rappresenta la ragione e da due cavalli, uno nero ribelle e difficilmente governabile, che si identifica con l'anima concupiscibile, cioè con i desideri intensi, come quelli dovuti alla sessualità o alla gola, e uno bianco, che rappresenta l'anima irascibile, che sostanzializza la volontà e il coraggio. L'aggressività positiva o "grinta" o determinazione è rappresentata dal cavallo bianco, più obbediente alla ragione. Sembra esservi in questa analogia una ripresa della tripartizione dell'anima di cui si parla nella Repubblica, ma vi è una differenza fondamentale: nella Repubblica si fa riferimento all'anima mortale, mentre nel Fedro si dice chiaramente che si sta parlando dell'anima immortale (Fedro, 246 b - 249 d).
Sembra preferibile l'interpretazione che considera la figura della biga come ipostatizzazione dell'anima dell'uomo mortale, quasi che si consideri qui l'idea dell'anima, di cui l'anima degli esseri viventi non è che una copia.
Le bighe alate costituiscono diverse schiere, guidate dall'anima di una divinità: tutte le schiere si muovono incessantemente e cercano di innalzarsi al di sopra del livello nel quale si trovano, per riuscire a gettare uno sguardo al di là verso ciò che esiste oltre il cielo, nell'iperuranio dove si estende la pianura della verità. Questa è la sede delle idee, la cui contemplazione è concessa solo agli dei e a chi, conducendo una vita retta secondo i principi del bene, è in grado di sollevarsi al di sopra della condizione media dell'uomo.
L'insegnamento del mito della biga alata è duplice: da un lato le passioni (i sentimenti e le emozioni) devono essere guidati dalla ragione (è l'auriga che decide dove deve andare il carro, non i cavalli) dall'altro le passioni non possono essere eliminate (senza i cavalli il carro si ferma) contro la posizione di alcuni socratici minori, che sarà poi la convinzione degli stoici, secondo la quale le passioni derivano da errori di giudizio e pertanto l'uomo saggio le deve estirpare, cancellare.
Ogni anima è soggetta a un ciclo di reincarnazione di diecimila anni: ogni mille anni vive un secolo sulla terra e nove secoli nell'aldilà. Solamente le anime dei filosofi riescono ad abbreviare questo ciclo a tremila anni, perché, usufruendo del metodo della conoscenza, riescono a contemplare più a lungo la pianura della verità, di cui le altre anime riescono a cogliere solamente una fugace impressione.
E tuttavia questo brevissimo istante di conoscenza risulta fondamentale perché lascia nell'anima il ricordo delle idee, una traccia della verità che può essere recuperata pienamente, attraverso l'anamnesi e la sollecitazione del ricordo, se l'uomo indirizza la propria conoscenza verso l'essere.
Il tramite, verso le idee e l'uno, è eros, la divina mania, che spinge l'anima verso ciò che è bello, perché la bellezza costituisce tratto fondamentalmente concatenato all'uno. La tensione verso un corpo bello aiuta a recuperare, nel profondo dell'anima, il ricordo dell'idea del bello: quando eros è libero di manifestarsi nell'incontro tra due amanti, la sua potenza esplode, pervade il corpo e l'anima di chi è innamorato, rende viva e splendente l'immagine della bellezza che rigenera a sua volta il ricordo, breve ma intenso, delle idee eterne e immutabili nella pianura della verità (Fedro, 249 e - 252 b).
Il filosofo è colui che conosce il vero significato e la vera funzione di eros, perché è consapevole del legame esistente tra eros, bellezza e verità.

## Il valore della vera retorica:synopsisedihairesis
Forte di questa conoscenza, il filosofo sa anche che la vera arte retorica è quella che si esplica a partire dalla conoscenza della verità: altre forme di discorsi, come quelli di cui Lisia fornisce un esempio, non sono altro che distorsioni della conoscenza, adatte solo per il piacere temporaneo e vuoto.
Ma Platone dice molto di più: non solo individua quale debba essere la vera sostanza del discorso, definisce anche quale sia l'unica tecnica corretta della retorica, che procede per unificazioni e progressive dissezioni, fino a recuperare l'unità originaria del concetto. Così come Socrate aveva iniziato il discorso individuando nel termine unico di eros una compresenza di motivi e lo aveva sezionato in una mania umana e una divina, procedendo poi per ulteriori separazioni, fino a ricomporre l'analisi in una complessiva visione di insieme, così il vero discorso è quello che procede per dihairesis, separazione, e synopsis, visione unitaria, separando ogni elemento nelle sue parti costitutive, individuando, tramite l'analisi, quali siano le idee connesse con la materia, ripercorrendo infine le relazioni fra le idee fino a concepire la struttura dell'Uno.
Platone dichiara quale debba essere dunque la vera retorica, opponendosi consapevolmente a Isocrate, che viene espressamente citato nel Fedro quale giovane che non ha mantenuto le brillanti promesse, e alla sua scuola, dove si insegnava che alla base del bravo oratore dovesse esservi una buona conoscenza della storia: la composizione del discorso non vale nulla, invece, se non è sostenuta da quella forma di dialettica che, muovendo per disgiunzioni e unificazioni, pone come proprio fine la conoscenza del mondo delle idee (Fedro, 270 a - 274 b).
La vera retorica è dunque quell'arte che si esplica nel quadro della conoscenza filosofica.

## Conclusione dell'opera. Prevalenza dell'oralità
Ma Platone va molto oltre, giungendo a negare piena validità a qualunque discorso scritto, attraverso l'aneddoto, costruito artificiosamente, di Theuth e Thamus, narrato a Fedro da Socrate, verso la fine del dialogo.
Theuth, dio egizio delle arti e dei mestieri, dalla brillante intelligenza, corrispondente al greco Ermes, si presenta al faraone Thamus, magnificandogli l'utilità prodigiosa della sua ultima invenzione, la scrittura, capace di fissare in eterno le conoscenze umane: Thamus, tuttavia, rifiuta il dono, sostenendo che la forma scritta è in realtà nemica della vera conoscenza, perché il discorso vero è quello comunicato oralmente, capace di incidersi nell'anima di chi ascolta, mentre la parola scritta rimane fissata in una perenne e muta immobilità (Fedro, 274 c - 275 e).
Al di là dell'aneddoto, Platone afferma, attraverso Socrate, che solo la comunicazione diretta tra maestro e allievo è capace di innalzare l'anima dello studente verso la vera conoscenza e, nel sostenere il valore della parola orale quale unico mezzo in grado di penetrare nell'anima di chi ascolta, di riflesso nega validità a tutti i suoi stessi scritti, quasi che tutti i dialoghi a noi pervenuti non siano altro che un semplice supporto mnemonico e una pallida copia dell'essenza del pensiero filosofico, cui avevano accesso solo gli studenti al più alto grado all'interno dell'Accademia.
Dopo la celebrazione dell'oralità, alla quale il sapiente affida la sua conoscenza, il dialogo si chiude con la preghiera che Socrate rivolge a Pan e alle altre divinità del luogo in cui si trovano lui e Fedro, che sempre la bellezza alberghi in lui e lo faccia agire in accordo con la sua natura.

### Traduzioni italiane
- Platone, Fedro, traduzione e cura di Mauro Bonazzi, Torino, Einaudi, 2011.
- Platone, Fedro, introduzione, traduzione, note, apparati di Giovanni Reale, Milano, Bompiani, 2002.
- Platone, Fedro, traduzione di Linda Untersteiner Candia, a cura di Franco Trabattoni, Milano, Bruno Mondadori, 1995.
- Platone, Fedro, traduzione di Piero Pucci, introduzione di Bruno Centrone, testo originale nell'edizione di John Burnet, Laterza, 1998.
- Platone, Fedro, traduzione di Roberto Velardi, Milano, BUR Biblioteca Universale Rizzoli, 2006.